# Shyamala Gopalan
Shyamala Gopalan (Mannargudi, 7 dicembre 1938 – Oakland, 11 febbraio 2009) è stata una scienziata e oncologa indiana naturalizzata statunitense.
Era la madre di Kamala Harris, la 49º Vicepresidente degli Stati Uniti, candidata alle elezioni presidenziali degli Stati Uniti d'America del 2024, e di  Maya Harris, un’avvocata e commentatrice politica.

## Biografia
Shyamala era la figlia di Painganadu Venkataraman Gopalan, un dipendente pubblico indiano,  e di sua moglie Rajam Balachandran Gopalan, rispettivamente di Thulasenthirapuram lui e di Painganadu lei, due villaggi vicino a Mannargudi nell'ex distretto di Tanjore.  Gopalan aveva iniziato la sua vita professionale come stenografo e mentre saliva nei ranghi del servizio civile, trasferiva la famiglia ogni pochi anni tra Madras (ora Chennai), Nuova Delhi, Bombay (ora Mumbai) e Calcutta. Secondo il Los Angeles Times, "Gopalan era un bramino tamil, parte di un'élite privilegiata nell'antica gerarchia delle caste dell'induismo." Lui e Rajam provenivano entrambi dall'attuale stato del Tamil Nadu, e si erano sposati con un matrimonio combinato; tuttavia, secondo il fratello di Shyamala, Balachandran, nel crescere i figli, i loro genitori erano stati di larghe vedute e tutti i bambini dovevano condurre una vita in qualche modo non convenzionale.
Shyamala ha studiato per un BSc in Home Science al Lady Irwin College di Nuova Delhi, uno dei principali college femminili dell'India. Suo padre pensava che la materia - che insegnava abilità considerate utili per la casa - non corrispondesse alle sue capacità; sua madre si aspettava che i bambini cercassero una carriera in medicina, ingegneria o legge. Nel 1958, all'età di 19 anni, Shyamala fece domanda inaspettatamente a un programma di master in nutrizione ed endocrinologia presso l'Università della California - Berkeley, e fu accettato. I suoi genitori hanno utilizzato parte dei risparmi per la pensione per pagare le sue tasse scolastiche e vitto durante il primo anno. Non avendo una linea telefonica a casa loro, hanno comunicato con lei dopo il suo arrivo negli Stati Uniti scrivendo aerogrammi. Alla fine ha conseguito un dottorato in nutrizione ed endocrinologia presso la Università della California, Berkeley nel 1964. La tesi di Shyamala, supervisionata da Richard L. Lyman, era su L'isolamento e la purificazione di un inibitore della tripsina dalla farina integrale.

## Carriera
Shyamala ha condotto una ricerca presso il Dipartimento di Zoologia e il Laboratorio di Ricerca sul Cancro della UC Berkeley. Ha lavorato come ricercatrice sul cancro al seno presso l'Università dell'Illinois - Urbana-Champaign e l'Università del Wisconsin. Ha lavorato per 16 anni presso il Lady Davis Institute for Medical Research e la facoltà di medicina della McGill University a Montreal in Canada. Ha lavorato come revisore tra pari per il National Institutes of Health e come membro del team di visite in loco per il Federal Advisory Committee. Ha anche fatto parte della Commissione speciale del presidente sul cancro al seno. Ha fatto da mentore a dozzine di studenti nel suo laboratorio. Per il suo ultimo decennio di ricerca, Shyamala ha lavorato nel Lawrence Berkeley National Laboratory.
La ricerca di Shyamala ha portato a progressi nella conoscenza degli ormoni relativi al cancro al seno. Il suo lavoro nell'isolamento e nella caratterizzazione del gene del recettore del progesterone nei topi ha cambiato la ricerca sulla reattività ormonale del tessuto mammario.

## Vita privata
Nell'autunno del 1962, in una riunione dell'Afro American Association, un gruppo di studenti a Berkeley i cui membri avrebbero continuato a strutturare la disciplina degli studi  africani, proporre la festa di Kwanzaa e aiutare a fondare il Black Panther Party, Shyamala ha incontrato uno studente laureato in economia dalla Giamaica, Donald J. Harris, che era l'oratore di quel giorno. Secondo Donald Harris, che ora è professore emerito di economia alla Stanford University, "abbiamo parlato allora, abbiamo continuato a parlare in una riunione successiva, e in un'altra, e un'altra." Nel 1963 si sposarono senza seguire le convenzioni di presentare Harris ai genitori di Shyamala in anticipo o di tenere la cerimonia nella sua città natale in India. Alla fine degli anni '60, Donald e Shyamala portarono le loro figlie, Kamala, allora di quattro o cinque anni, e Maya, due anni più giovane, in Zambia, dove il padre di Shyamala, Gopalan, aveva un incarico di consulenza. Dopo che Shyamala divorziò da Donald all'inizio degli anni '70, portò le figlie diverse volte in India per visitare i suoi genitori a Chennai dove si erano ritirati.
I bambini hanno anche visitato la famiglia del padre in Giamaica mentre crescevano.
Wanda Kagan, una delle amiche del liceo di Kamala, a Montreal, ha riferito che, quando ha detto a Kamala che il suo patrigno la stava molestando, Shyamala ha insistito perché andasse a vivere con loro, per completare il suo ultimo anno di liceo. Kagan ha detto che Shyamala l'ha aiutata per ottenere il supporto di cui aveva bisogno per vivere indipendente dalla sua famiglia.

## Morte
Shyamala è morta di cancro al colon a Oakland l'11 febbraio 2009. Al posto dei fiori, ha chiesto che le donazioni fossero fatte all'organizzazione Breast Cancer Action. Più tardi, nel 2009, sua figlia Kamala Harris ha portato le sue ceneri a Chennai, sulla costa sud-orientale dell'India peninsulare, e le ha disperse nelle acque dell'Oceano Indiano.

## Pubblicazioni selezionate
- Shyamala, G., Y.-C. Chou, S. G. Louie, R. C. Guzman, G. H. Smith, and S. Nandi. 2002. "Cellular expression of estrogen and progesterone receptors in mammary glands: Regulation by hormones, development and aging",  Journal of Steroid Biochemistry and Molecular Biology, 80:137–48.
- Shyamala, G.; Yang, X.; Cardiff, R. D.; Dale, E. (2000). "Impact of progesterone receptor on cell-fate decisions during mammary gland development". Proceedings of the National Academy of Sciences. 97 (7): 3044–49
- Shyamala, G. 1999. "Progesterone signaling and mammary gland morphogenesis". Journal of Mammary Gland Biology and Neoplasia, 4:89–104.
- Shyamala, G., S. G. Louie, I. G. Camarillo, and F. Talamantes. 1999. The progesterone receptor and its isoforms in mammary development. Mol. Genet. Metab. 68:182–90.
- Shyamala, G.; Yang, X.; Silberstein, G.; Barcellos-Hoff, M. H.; Dale, E. (1998). "Transgenic mice carrying an imbalance in the native ratio of A to B forms of progesterone receptor exhibit developmental abnormalities in mammary glands". Proceedings of the National Academy of Sciences. 95 (2): 696–701.
- Shyamala, G., W. Schneider, and D. Schott. 1990. Developmental regulation of murine mammary progesterone receptor gene expression. Endocrinology 126:2882–89.
- Shyamala, G; Gauthier, Y; Moore, S K; Catelli, M G; Ullrich, S J (August 1989). "Estrogenic regulation of murine uterine 90-kilodalton heat shock protein gene expression". Molecular and Cellular Biology. 9 (8): pp. 3567–70. ISSN 0270-7306 (WC · ACNP).